# Viktor Lvovics Korcsnoj
 Ez a cikk a sakkjátszmák algebrai lejegyzését alkalmazza.
Viktor Lvovics Korcsnoj, a nemzetközi szakirodalomban Viktor Korchnoi (írják még Korchnoy, Kortchnoy, Kortschnoj változatokban is) (oroszul: Виктор Львович Корчной; (Leningrád, 1931. március 23. – Wohlen, Aargau kanton, Svájc, 2016. június 6.) orosz (szovjet), később svájci sakknagymester, kétszeres világbajnoki döntős, hatszoros sakkolimpiai bajnok, ötszörös Európa-bajnok, szenior világbajnok (2006), négyszeres szovjet bajnok, holland bajnok (1977), ötszörös svájci bajnok, sakk-Oscar-díjas (1978), Üzbegisztán bajnoka (1957), Örményország bajnoka (1959). 2017-ben a World Chess Hall of Fame (Sakkhírességek csarnoka) tagjai közé választották.
Leningrádban (jelenleg Szentpétervár) élt, politikai okokból emigrált (1976-ban egy verseny után Hollandiában maradt), később Svájcban telepedett le. Halálakor ő volt a legidősebb aktív sakknagymester.
Minden idők legerősebb nagymesterei között tartják számon. Sakkpályafutása során kilenc világbajnok (Botvinnik, Szmiszlov, Mihail Tal, Tigran Petroszján, Borisz Szpasszkij, Bobby Fischer, Anatolij Karpov, Garri Kaszparov, Magnus Carlsen ellen győzött legalább egy alkalommal. 1956. november és 1983. január között a világranglista első tíz helyezettje közé tartozott, 1965. szeptember és december között az 1. helyen állt, és mintegy 15 éven keresztül foglalta el a 2. helyet (Petroszján, Fischer, majd Karpov mögött). Életében több, mint 220 erős versenyen ért el 1. helyezést. 2006-ban, 75 éves korában szerezte meg a szenior sakkvilágbajnoki címet.
A védekezés nagy mesterének tartják. 80 évesen is szellemi frissességnek örvendett, játszmáiban még ekkor is előfordult a fiatalos agresszió a remek defenzív készségek mellett. Erős dohányos volt, de ez nem kezdte ki egészségét. Utoljára 2012. novemberben játszott a FIDE által is elismert versenyen, azóta Élő-pontszáma 2499.
2012. decemberben jelentették be, hogy agyvérzést kapott, és ez valószínűleg véget vet sakkozói karrierjének. 2014. márciusban a tolószékbe kényszerült Korcsnoj Lipcsében két bemutató játszmát játszott Wolfgang Uhlmann nagymester ellen, és mindkettőt megnyerte.
1991 óta felesége Petra Leeuwerik volt, aki az 1978-as sakkvilágbajnokságon a küldöttség tagjaként támogatta őt.

## Élete és sakkpályafutása

### A korai évek
Korcsnoj történelemből a Leningrádi Egyetemen szerzett diplomát. Édesapjától tanult meg sakkozni, hétéves korában. 1943-ban belépett a Leningrádi Úttörők Palotája sakk-klubjába. Oktatói Abram Model, Andrej Batujev és Vlagyimir Zak voltak. 1947-ben megnyerte a Szovjetunió serdülő-bajnokságát, 1950-ben Leningrád bajnokságán a 2. helyen végzett, 1951-ben pedig megszerezte a mesteri címet. Egy év múltán első alkalommal beverekedte magát a Szovjet Sakkbajnokság döntőjébe, amelyet élete során négyszer nyert meg (1960, 1962, 1964, 1970). 1955-ben három pont előnnyel nyeri Leningrád bajnokságát Tolus és Furman nagymesterek előtt, 1964-ben még ezt a bravúrját is túlszárnyalva négy pont előnnyel végez az élen.
A FIDE nemzetközi mesteri címet 1954-ben kapta, nagymester 1956-ban lett.

### A kiforrott sakkozó
Korcsnoj játékstílusa elsősorban az agresszív ellentámadásokra épít, de a bonyolult védekező harcokban is magas színvonalon küzd. Korán felkeltette a figyelmet éles játszmáival, melyekkel a legendás támadójátékos Mihail Tal elismerését is kivívta, a két különböző szellemű játékos nagyszerű partikat váltott egymással. Fénykorában az egész világot végigverte, nem volt kivétel. Mihail Tal, Borisz Szpasszkij, Mihail Botvinnik, Bobby Fischer mindnyájan veszítettek ellene játszmát. Korcsnoj végül elérte a világbajnok-jelölti döntőt, amely döntő győztese játszhatott aztán Fischerrel az 1975-re kiírt világbajnoki döntő párosmérkőzésein. Ellenfele Anatolij Karpov volt, egy régi jó barát, akivel pár hónappal a megmérettetés előtt még felkészülési partikat váltott. Karpov volt akkoriban a szovjet sakkiskola nagy reménysége. Az 1974-ben, Moszkvában megrendezett világbajnoki döntőt Anatolij Karpov nyerte, és miután a döntőtől Bobby Fischer visszalépett, ő lett a világbajnok.

### A világbajnokjelölt
Az 1963-as sakkvilágbajnoki ciklusban a zónaközi versenyen elért 4. helyezése   alapján jutott be először a világbajnokjelöltek versenyébe, amelyen a nyolc versenyző között az 5. helyen végzett.
Az 1969-es sakkvilágbajnoki ciklusban a zónaközi versenyen a 2. helyen végzett,  a párosmérkőzések során az első körben az amerikai Reshevsky ellen 5,5–2,5-re az elődöntőben Mihail Tal ellen 5,5–4,5-re győzött, a világbajnokjelöltek versenyének döntőjében Borisz Szpasszkijtól szenvedett 6,5–3,5 arányú vereséget. Ezzel az eredménnyel jogot szerzett arra, hogy a következő világbajnoksági ciklusban csak a párosmérkőzéses szakaszba kellett bekapcsolódnia.
Az 1972-es sakkvilágbajnoki ciklusban a negyeddöntőben a szovjet Jefim Geller ellen 5,5–2,5-re győzött, az elődöntőben Tigran Petroszján ellen szenvedett 5,4–4,5 arányú vereséget.
Az 1975-ös sakkvilágbajnoki ciklusban a Leningrádban rendezett zónaközi versenyt Anatolij Karpovval holtversenyben nyerte meg. A negyeddöntőben a brazil Mecking ellen győzött 7,5–5,5 arányban, az elődöntőben 3,5–1,5 arányban vezetett Tigran Petroszján ellen, amikor az feladta ellene. A világbajnokjelöltek versenyének döntőjében  Karpovval szemben maradt alul 12,5–11,5 arányban. Karpov ebben a ciklusban világbajnoki címet szerzett, mert Fischer nem állt ki ellene.
Az 1978-as sakkvilágbajnoki ciklusban az előző világbajnokjelölti verseny döntőseként csak a párosmérkőzéses szakaszba kellett bekapcsolódnia. A negyeddöntőben Tigran Petroszján ellen győzött 6,5–5,5-re, az elődöntőben Lev Polugajevszkijt 8,5–4,5-re győzte le. A világbajnokjelöltek versenyének döntőjében Borisz Szpasszkij ellen diadalmaskodott 10,5–7,5 arányban, ezzel megszerezte a jogot, hogy a világbajnoki címért mérkőzhessen Anatolij Karpovval.

### Világbajnoki döntői

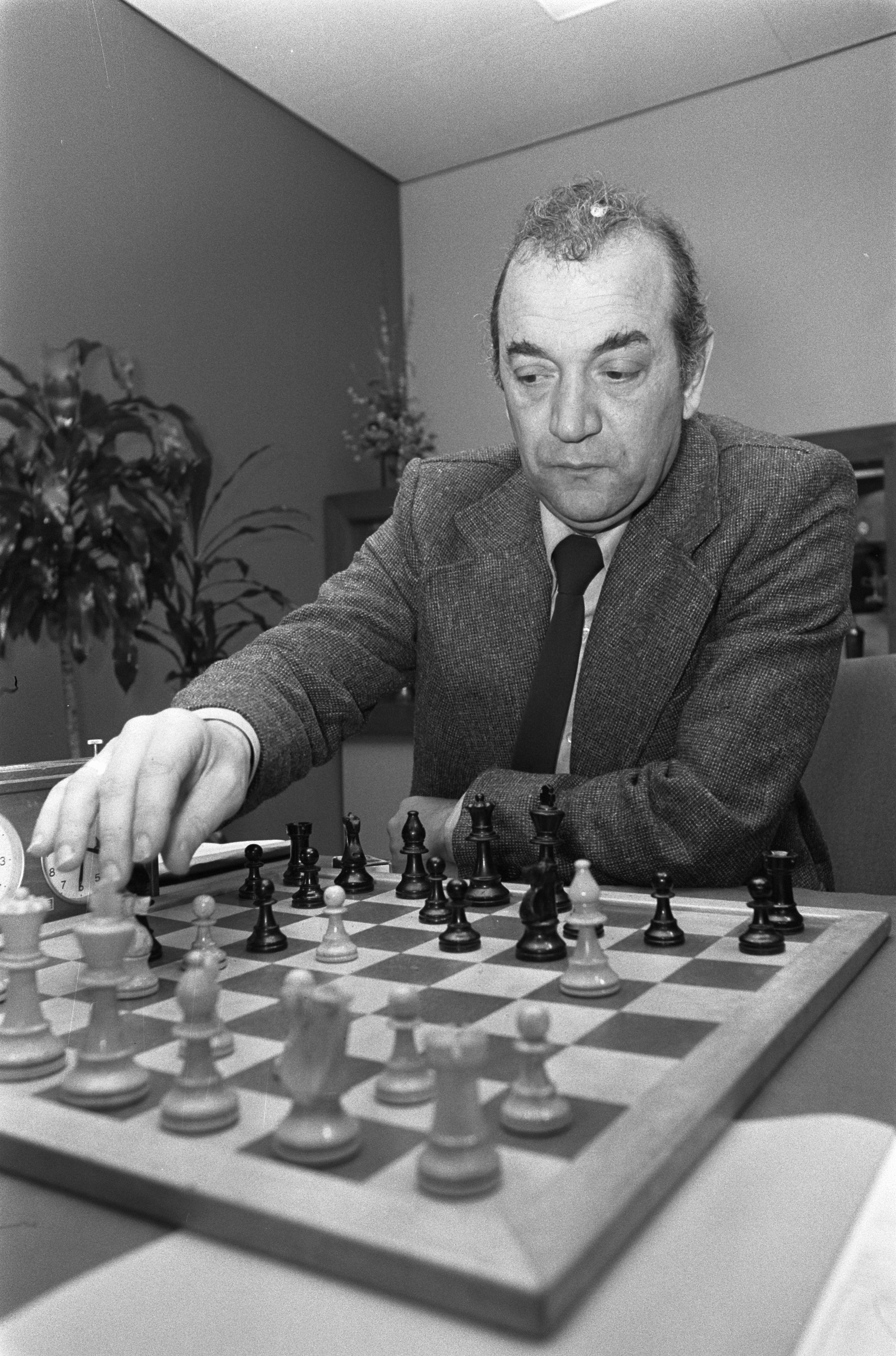
Viktor Korcsnoj kétszeres világbajnoki döntős

Két egymást követő világbajnoksági ciklusban is ő játszhatta a regnáló világbajnokkal a világbajnoki döntőt, mindkétszer Anatolij Karpov ellen.
Az 1978-as sakkvilágbajnokság döntőjét a Fülöp-szigeteken Baguio Cityben rendezték. A korábbi gyakorlattól eltérően visszatértek a háború előtti világbajnoki mérkőzések feltételeihez, azaz a mérkőzés hat győzelemig tartott, függetlenül a játszmák számától. Karpov a 27. játszma után már 5–2-re vezetett, de a következő négy játszmából hármat megnyerve Korcsnoj 5–5-re egyenlített. Rögtön ezután azonban Karpov ismét nyerni tudott, ezzel 6–5 arányú győzelmével (21 döntetlen mellett) megvédte világbajnoki címét.
Az 1981-es sakkvilágbajnoki ciklusban mint az előző világbajnoki döntő vesztese, ismét csak a párosmérkőzéses szakaszba kellett bekapcsolódnia. A negyeddöntőben ezúttal is az exvilágbajnok Tigran Petroszjánnal került szembe, akit 5,5–3,5 arányban győzött le, az elődöntőben is megismétlődött az előző világbajnoki ciklus sorsolása, most is Lev Polugajevszkij ellen kellett játszania, aki ellen ezúttal 7,5–6,5 arányban győzött, míg a világbajnokjelöltek döntőjében a nyugatnémet Hübner ellen tudott fordítani és 4,5–3,5 arányú vezetésénél Hübner feladta a mérkőzést.
A világbajnokság döntőjében, amelyet az olaszországi Meranóban játszottak, a húsz évvel fiatalabb Anatolij Karpov ezúttal meggyőzően 6–2 arányban (10 döntetlen mellett) verte az 50 éves Korcsnojt.

### További részvételei a világbajnokjelöltek versenyén
Az 1984-es sakkvilágbajnoki ciklusban az előző döntő veszteseként a párosmérkőzéses szakaszban kapcsolódott be a versenysorozatba. Itt a negyeddöntőben a magyar Portisch Lajos ellen győzött 6–3 arányban, az elődöntőben azonban vereséget szenvedett a világbajnoki címet is elnyerő Garri Kaszparovtól 7–4 arányban.
Az 1987-es sakkvilágbajnoki ciklusban a zónaközi versenyek és a párosmérkőzéses szakasz közé még egy világbajnokjelölti tornát is beiktattak, és az előző világbajnoki versenysorozatban a világbajnokjelölti párosmérkőzéses szakaszba bejutottaknak csak ennél a szakasznál kellett bekapcsolódniuk. Az 54 éves Korcsnoj a 16 résztvevő között a 13. helyet szerezte meg, így nem jutott tovább.
Az 1990-es sakkvilágbajnoki ciklusban magabiztosan, egy pont előnnyel nyerve a Zágrábban rendezett zónaközi versenyt, ismét továbbjutott a párosmérkőzéses szakaszba, itt azonban az első körben 4,5–3,5 arányú vereséget szenvedett az izlandi Hjartarsontól.
Az 1993-as sakkvilágbajnoki ciklusban a Manilában rendezett svájci rendszerű zónaközi versenyen a 6. helyen végzett, ezzel továbbjutott a párosmérkőzéses szakaszba. Itt az első körben a magyar Sax Gyula ellen 5,5–4,5 arányban győzött, a negyeddöntőben azonban 4,5–2,5 arányban kikapott a világbajnokjelöltek döntőjéig jutó  holland Jan Timmantól.
1993-ban létrejött a Professzionális Sakkozók Szervezete (PCA), amely a Nemzetközi Sakkszövetség (FIDE) világbajnoki versenysorozatával párhuzamosan a klasszikus hagyományokhoz visszatérésként szervezte meg párhuzamosan a világbajnoki versenyeit. A már 62 éves Korcsnoj a PCA 1994/95-ös világbajnokságán az 1993-ban Groningenben rendezett svájci rendszerű kvalifikációs versenyen a 35. helyen végzett.
A FIDE 1996-os sakkvilágbajnoki ciklusában a Bielben rendezett svájci rendszerű zónaközi versenyen holtversenyben a 21–34. (28.) helyen végzett.
Az 1998-as sakkvilágbajnoki ciklusban az 1995-ben Ptujban rendezett zónaversenyen a 2–3. helyen végzett, ezzel az eredményével kvalifikálta magát a 64 résztvevővel rendezett kieséses rendszerű  világbajnokságra. Itt az első körben 1,5–0,5 arányban győzött a kubai Hernandez ellen, a 2. körben azonban rájátszás után 3,5–2,5 arányban kikapott az angol Nigel Shorttól.
Az 1999-es FIDE-sakkvilágbajnokságon az első körben nem kellett játszania, a 2. körben rájátszás után 4–2-re győzött Dolmatov ellen, a 3. körben szenvedett vereséget a később világbajnoki címet is szerző Vlagyimir Kramnyiktól.
A 2002-es FIDE-sakkvilágbajnokságon 71 évesen vett részt utolsó alkalommal a legjobb 64 versenyző részvételével rendezett kieséses rendszerű tornán, ahol az első fordulóban 2,5–1,5 arányban vereséget szenvedett Pszahisztól.

### Nagy versenyek élén
Életében több, mint 220 erős versenyen ért el 1. helyezést. A legfontosabbak ezek között:
- 1954 – Bukarest,
- 1956 – Hastings (holtversenyben Friðrik Ólafssonnal),
- 1959 – Krakkó,
- 1961 – Budapest Maróczy Géza emlékverseny,
- 1962 – Jereván
- 1963 – Havanna (José Raúl Capablanca emlékverseny),
- 1964 – Kijev
- 1965 – Gyula (Asztalos Lajos emlékverseny), Jereván,
- 1966 – Bukarest, Szocsi ( Csigorin-emlékverseny),
- 1967 – Leningrád, Budva,
- 1968 – Wijk aan Zee (Hoogovens verseny), Palma de Mallorca,
- 1969 – Szarajevó, Luhačovice, Havanna (José Raúl Capablanca emlékverseny), holtversenyben Alekszej Szuetyinnel,
- 1970 – Riga
- 1971 – Wijk aan Zee (Hoogovens verseny),
- 1972 – Hastings (holtversenyben Karpovval), Palma de Mallorca (holtversenyben Oscar Pannóval és Jan Smejkallal),
- 1973 – Leningrád (holtversenyben Anatolij Karpovval),
- 1976 – Amszterdam (IBM-verseny, holtversenyben Anthony Miles-szal),
- 1977 – Leeuwarden (holland sakkbajnokság),
- 1978 – Beér-Seva,
- 1979 – Johannesburg, Biel, Buenos Aires (holtversenyben Ljubomir Ljubojevićcsel), São Paulo (holtversenyben Ljubomir Ljubojevićcsel),
- 1980 – London (holtversenyben Anthony Milesszal és Ulf Anderssonnal),
- 1981 – Lone Pine, Bad Kissingen, Róma,
- 1982 – Róma (holtversenyben Pintér Józseffel),
- 1984 – Szarajevó (holtversenyben Jan Timmannal), Wijk aan Zee (Hoogovens verseny, holtversenyben Alekszandr Beljavszkijjal), Beér-Seva (holtversenyben Szergej Kudrinnal), Titograd (holtversenyben Dragoljub Velimirovićcsal),
- 1985 – Tilburg (holtversenyben Anthony Milesszal és Robert Hübnerrel), Brüsszel,
- 1986 – Lugano (holtversenyben Nigel Shorttal és Lev Gutmannal),
- 1987 – Zágráb, Wijk aan Zee (Hoogovens verseny, holtversenyben Nigel Shorttal), Beér- Seva (holtversenyben Jonathan Speelmannal),
- 1988 – Royan, Amszterdam (OHRA verseny),
- 1989 – Lugano (holtversenyben Margeir Péturssonnal),
- 1990 – Rotterdam (Max Euwe emlékverseny), Val Maubuee, Nürnberg (rapidverseny),
- 1991 – Las Palmas (holtversenyben Zenón Franco Ocamposszal és Veszelin Topalovval),
- 1993 – Antwerpen (holtversenyben Jeroen Pikettel),
- 1994 – Ostrava,
- 1995 – Hamburg, San Francisco, Madrid,
- 1996 – Malmö (Sigeman & Co verseny), Koppenhága (Politiken Cup verseny),
- 1997 – Enghien-les-Bains (holtversenyben Étienne Bacrottal), Szentpétervár (holtversenyben Alekszandr Halifmannal és Valerij Szalovval),
- 1998 – Szarajevó, Bad Homburg,
- 2001 – Biel,
- 2002 – Willemstad (holtversenyben Jona Koszasvilivel),
- 2004 – Montréal, Paks (Marx György emlékverseny), Beér-Seva,
- 2006 – Arvier (szenior sakkvilágbajnokság);[8] Banyoles (holtversenyben Szergej Tyivjakovval és Tiger Hillarp Perssonnal),[43]
- 2007 – Banja Luka (holtversenyben Zlatko Ilincićcsel).

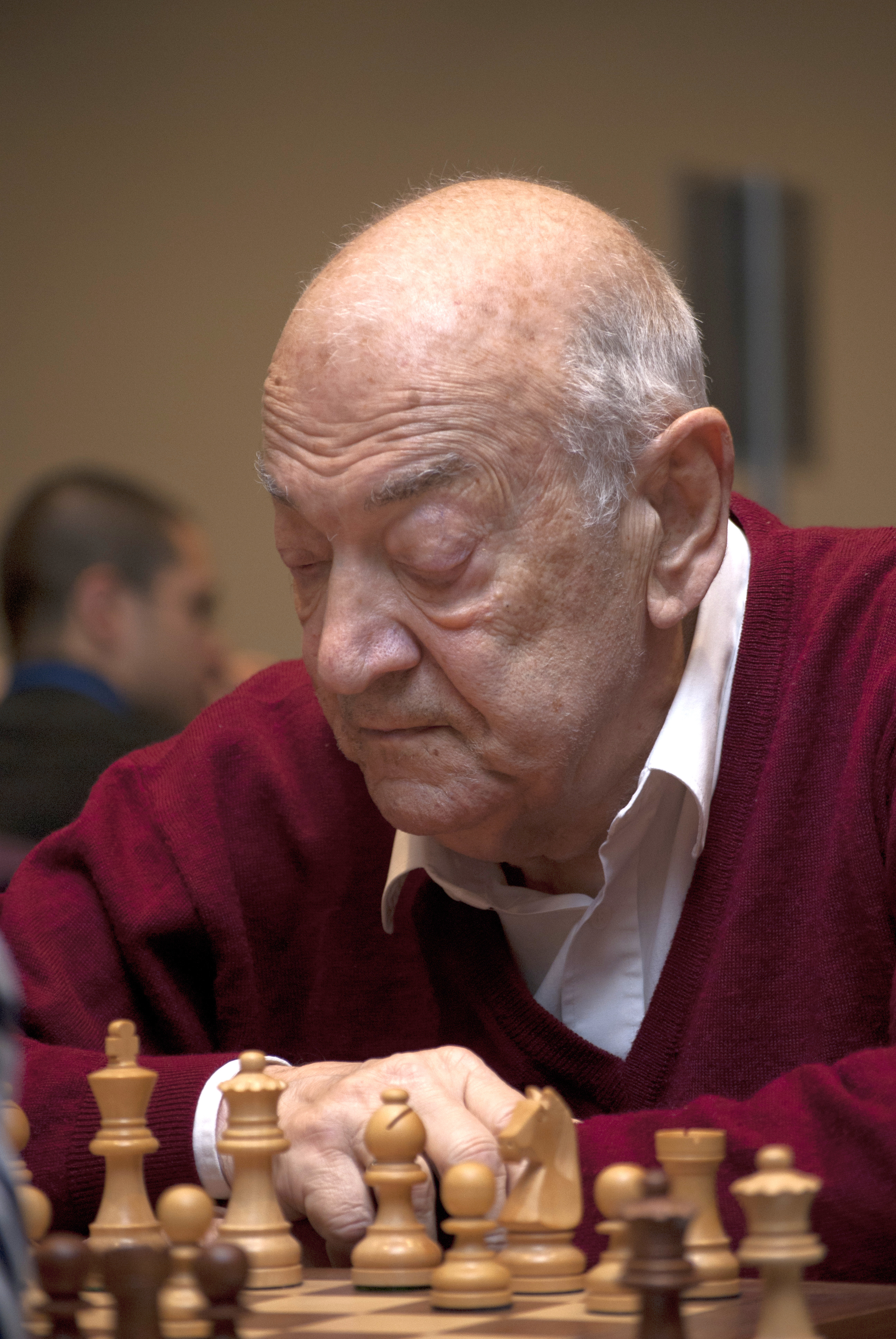
Viktor Korcsnoj (2011)
80 évesen is aktív játékos

### Szenior világbajnok
2006-ban részt vett az olaszországi Arvierben lezajlott 16. Szenior sakkvilágbajnokságon, amelyet az 50 éven felüli még aktív sakkozók számára rendeztek. A svájci rendszerű versenyen 126-an indultak. A versenyt a 75 éves, és még mindig 2600 Élő-pontszámmal rendelkező Korcsnoj nyerte 11 játszmából szerzett 9 pontjával. A szenior világbajnokságok történetében ő a legidősebb, aki ezt a versenyt nyerte.

## Csapateredményei

### Főiskolai sakkvilágbajnokság
Tagja volt az 1954-ben ezüst, 1956-ban aranyérmet nyert szovjet főiskolai válogatottnak.

### Sakkolimpiák
1960–2008 között 17 olimpián vett részt, hatszor a szovjet válogatott és 11-szer Svájc válogatottjának színeiben. A szovjet válogatott tagjaként csapatban mind a hat alkalommal (1960-ban, 1966-ban, 1968-ban, 1970-ben, 1972-ben és 1974-ben) aranyérmes lett, egyénileg pedig három arany és három bronzérmet szerzett. Svájc válogatottjában 1978-ban egyéni teljesítménye alapján még egy aranyérmet nyert. A 17 olimpián összesen 211 játszmát játszott, +93 -22 =96, 66,8%-os eredménnyel. 13 olimpiai érmével (10 arany, 3 bronz) az örökranglistán a 6–7. helyen áll.

### Csapatvilágbajnokságok
Négy sakkcsapat világbajnokságon vett részt Svájc válogatottjának 1. táblásaként 1985-ben és 1989-ben egyéni aranyérmet, 1993-ban ezüstérmet szerzett, 1997-ben (66 évesen) az 5. legjobb eredményt érte el.

### Európa-bajnokságok
1957–2011 között 13 Európa-bajnokságon vett részt, ebből öt alkalommal a szovjet, nyolc alkalommal a svájci válogatottban. A szovjet válogatott tagjaként 1957–1973 között csapatban 5 aranyérmet, egyéniben 3 arany és 2 ezüstérmet szerzett. Utoljára 2011-ben (80 évesen!) szerepelt Svájc válogatottjában az Európa-bajnokságon.

### Bajnokcsapatok Európa-kupája
1979–2011 között 15 alkalommal vett részt különböző országok csapataival a Bajnokcsapatok Európa-kupájában. Legjobb eredménye csapatban egy ezüstérem, amelyet 2000-ben a Mikhail Chigorin St. Petersburg csapatával, valamint egy bronzérem, amelyet 1988-ban a holland Volmac Rotterdam csapatával ért el; egyéniben egy bronzérem, amelyet 2006-ban (75 évesen) az SG Zürich csapatának 1. tábláján játszva szerzett.

## Sakkelméleti munkássága
Több megnyitási változat is őrzi nevét:
- Királyindiai védelem, Bobocov–Korcsnoj–Petroszján-változat (ECO E81) 1.d4 Hf6 2.c4 g6 3.Hc3 Fg7 4.e4 d6 5.f3 O-O 6.Hge2
- Holland védelem, Janzen–Korcsnoj-csel (ECO A80) 1. d4 f5 2. h3 Hf6 3. g4
- Királyindiai védelem Korcsnoj-támadás (ECO E97) 1.d4 Hf6 2.c4 g6 3.Hc3 Fg7 4.e4 d6 5.Hf3 O-O 6.Fe2 e5 7.O-O Hc6 8.d5 He7 9.Fd2
- Szicíliai védelem, Korcsnoj-védelem (ECO B23) 1. e4 c5 2. Hc3 e6 3. g3 d5
- Elfogadott vezércsel Korcsnoj-csel (ECO D20) 1.d4 d5 2.c4 dxc4 3.e3 e5 4.Fc4 exd4 5.Vb3 Ve7 6.Kf1
- Angol megnyitás, Korcsnoj-vonal (ECO A28) 1.c4 e5 2.Hc3 Hc6 3.Hf3 Hf6 4.a3
- Nimzoindiai védelem, Korcsnoj-változat (ECO E21) 1.d4 Hf6 2.c4 e6 3.Hc3 Fb4 4.Hf3 c5 5.d5
- Holland védelem Korcsnoj-változat (ECO A80) 1. d4 f5 2. h3
- Angol megnyitás Korcsnoj-változat (ECO A16) 1.c4 Hf6 2.Hc3 d5 3.cxd5 Hxd5 4.Hf3 g6 5.g3 Fg7 6.Fg2 e5

## Megjelent művei
Orosz nyelven
- Антишахматы: Записки злодея, 1992, ISBN 5-89959-001-7
- Избранные партии, 1996;  helytelen ISBN kód: 5-87395-005-1
- Мои 55 побед белыми, 2004, ISBN 5-94693-031-1
- Мои 55 побед черными, 2004, ISBN 5-94693-032-X
- Шахматы без пощады: Секретные материалы политбюро, 2006, ISBN 5-9578-2866-1

Angol nyelven
- Victor Korchnoi. King's Gambit. Batsford (1974). ISBN 978-0-7134-2914-5
- Victor Korchnoi. Chess is My Life. Batsford (1977). ISBN 0-7134-1025-6
- Victor Korchnoi. Persona non grata. Thinkers' Press (1981). ISBN 0-938650-15-7
- Victor Korchnoi. My Best Games, Vol 1: Games with White. Trafalgar Square (2001). ISBN 978-3-283-00404-0
- Victor Korchnoi. My Best Games, Vol 2: Games with Black. Trafalgar Square (2002). ISBN 978-3-283-00405-7
- Victor Korchnoi. Practical Rook Endings. Olms (2002). ISBN 3-283-00401-3
- Victor Korchnoi. My Best Games, Vol 3: Biography. Trafalgar Square (2005). ISBN 978-3-283-00406-4
- The KGB Plays Chess: The Soviet Secret Police and the Fight for the World Chess Crown. Russell Enterprises (2011). ISBN 1-888690-75-5

Német nyelven
- Viktor Kortschnoi: Ein Leben für das Schach. Rau-Verlag, Düsseldorf 1978, ISBN 3-7919-0170-2.
- Viktor Kortschnoi: Meine besten Kämpfe. 1952 bis 1978. Rau-Verlag, Düsseldorf 1979, ISBN 3-7919-0177-X.
- Viktor Kortschnoi: ANTISCHACH. Mein Wettkampf um die Weltmeisterschaft gegen KARPOW in Baguio City 1978. Eigenverlag, Wohlen 1980.
- Viktor Kortschnoi: Praxis des Turmendspiels. Olms-Verlag, Zürich 1999, ISBN 978-3-283-00287-9.
- Viktor Kortschnoi: Meine besten Kämpfe, Bd. 1, Partien mit Weiss. Olms-Verlag, Zürich 2001, ISBN 978-3-283-00407-1.
- Viktor Kortschnoi: Meine besten Kämpfe, Bd. 2, Partien mit Schwarz. Olms-Verlag, Zürich 2001, ISBN 978-3-283-00408-8.
- Viktor Kortschnoi: Mein Leben für das Schach. Olms-Verlag, Zürich 2004, ISBN 978-3-283-00409-5.

## Róla szóló irodalom
- David Levy et Kevin O'Connell : Korchnoi's Chess games, Oxford University Press, 1979.
- R. G. Wade, Soviet Chess, Wilshire Book Co, 1968
- Alfred Kalnajs, Korchnoi – 125 games, Alfred Kalnajs & Son, Chicago, 1972
- Bernard Cafferty, A.J. Gilman, Chess with the masters, 1977, The Chess Player, Nottingham,  ISBN 090-0-92895-6
- Bernard Cafferty, Mark Taimanov, The Soviet Championships, Cardogan Chess 1998.
- Andrew Soltis, Soviet Chess 1917-1991, McFarland & Company, Jefferson, États-Unis, 2000
- Garri Kaszparov, My Great Predecessors, Part V : Kortchnoi & Karpov, Everyman Chess, 2006.
- Mihail Marin, Learn from the legends - Chess Champions at their best, 2nd edition, Quality Chess, 2006.

## Emlékezete
- Részben Korcsnoj 1976-os disszidálása ihlette a Sakk című musicalt.[51]
- 1972-ben Tal, Averbah, Tajmanov és Kotov nagymesterekkel együtt szerepet vállalt a Nagymester című filmben (Lenfilm, rendezte: Szergej Mikazljan), amelyben egy sakknagymestert, a főszereplő edzőjét alakította. Disszidálása után a filmet a Szovjetunióban nem játszották.[52]

## Emlékezetes játszmái
Bent Larsen vs Viktor Korchnoi, Palma de Mallorca (1968) 0–1
|    | |    |    |    |    |    |    |
|    | \| \| \| \| \| \| \| \| \| \| \| \| \| \| \| \| \| \| \| \| \| \| \| \| \| \| \| \| \| \| \| \| \| \| \| \| \| \| \| \| \| \| \| \| \| \| \| \| \| \| \| \| \| \| \| \| \| \| \| \| \| \| \| \| \| \| \| \| \| \| \| \| |    |    |    |    |    |    |
|    | |    |    |    |    |    |    |
| a8 | b8 | c8 | d8 | e8 | f8 | g8 | h8 |
| a7 | b7 | c7 | d7 | e7 | f7 | g7 | h7 |
| a6 | b6 | c6 | d6 | e6 | f6 | g6 | h6 |
| a5 | b5 | c5 | d5 | e5 | f5 | g5 | h5 |
| a4 | b4 | c4 | d4 | e4 | f4 | g4 | h4 |
| a3 | b3 | c3 | d3 | e3 | f3 | g3 | h3 |
| a2 | b2 | c2 | d2 | e2 | f2 | g2 | h2 |
| a1 | b1 | c1 | d1 | e1 | f1 | g1 | h1 |

| a8 | b8 | c8 | d8 | e8 | f8 | g8 | h8 |
| a7 | b7 | c7 | d7 | e7 | f7 | g7 | h7 |
| a6 | b6 | c6 | d6 | e6 | f6 | g6 | h6 |
| a5 | b5 | c5 | d5 | e5 | f5 | g5 | h5 |
| a4 | b4 | c4 | d4 | e4 | f4 | g4 | h4 |
| a3 | b3 | c3 | d3 | e3 | f3 | g3 | h3 |
| a2 | b2 | c2 | d2 | e2 | f2 | g2 | h2 |
| a1 | b1 | c1 | d1 | e1 | f1 | g1 | h1 |

Elhárított vezércsel, fél-Tarrasch-védelem (ECO D42)
A játszma a verseny legszebb játszmája díját kapta.
1. c4 c5 2. Hc3 Hf6 3. Hf3 d5 4. cxd5 Hxd5 5. e3 e6 6. d4 Hc6 7. Fd3 Fe7 8. O-O O-O 9. a3 Hxc3 10. bxc3 Ff6 11. Bb1 g6 12. Fe4 Vc7 13. a4 b6 14. a5 Fa6 15. axb6 axb6 16. Be1 Ba7 17. h4 Ha5 18. h5 Bd8 19. Hd2 Fg7 20. hxg6 hxg6 21. Vf3 Hc4 22. Hxc4 Fxc4 23. Bd1 b5 24. Fd2 Ba2 25. Fc6 Va5 26. Vg4 Fd3 27. Bbc1 Fc2 28. Be1 cxd4 29. exd4 Fxd4 30. Vg5 Fxf2+ 31. Kxf2 Bxd2+ 32. Kg1 Vxc3 33. Vxb5 Vd4+ 34. Kh1 Vh4+ 35. Kg1 (diagram) Fe4 36. Vb8+ Kh7 37. Fxe4 Bxg2+ 38. Fxg2 Vf2+ 39. Kh2 Vxg2# 0-1

Korcsnoj – Tal, szovjet bajnokság (1962) 1–0
|    | |    |    |    |    |    |    |
|    | \| \| \| \| \| \| \| \| \| \| \| \| \| \| \| \| \| \| \| \| \| \| \| \| \| \| \| \| \| \| \| \| \| \| \| \| \| \| \| \| \| \| \| \| \| \| \| \| \| \| \| \| \| \| \| \| \| \| \| \| \| \| \| \| \| \| \| \| \| \| \| \| |    |    |    |    |    |    |
|    | |    |    |    |    |    |    |
| a8 | b8 | c8 | d8 | e8 | f8 | g8 | h8 |
| a7 | b7 | c7 | d7 | e7 | f7 | g7 | h7 |
| a6 | b6 | c6 | d6 | e6 | f6 | g6 | h6 |
| a5 | b5 | c5 | d5 | e5 | f5 | g5 | h5 |
| a4 | b4 | c4 | d4 | e4 | f4 | g4 | h4 |
| a3 | b3 | c3 | d3 | e3 | f3 | g3 | h3 |
| a2 | b2 | c2 | d2 | e2 | f2 | g2 | h2 |
| a1 | b1 | c1 | d1 | e1 | f1 | g1 | h1 |

| a8 | b8 | c8 | d8 | e8 | f8 | g8 | h8 |
| a7 | b7 | c7 | d7 | e7 | f7 | g7 | h7 |
| a6 | b6 | c6 | d6 | e6 | f6 | g6 | h6 |
| a5 | b5 | c5 | d5 | e5 | f5 | g5 | h5 |
| a4 | b4 | c4 | d4 | e4 | f4 | g4 | h4 |
| a3 | b3 | c3 | d3 | e3 | f3 | g3 | h3 |
| a2 | b2 | c2 | d2 | e2 | f2 | g2 | h2 |
| a1 | b1 | c1 | d1 | e1 | f1 | g1 | h1 |

Benoni védelem, Fianchetto-változat (ECO A62)
1. d4 Hf6 2. c4 c5 3. d5 e6 4. Hc3 exd5 5. cxd5 d6 6. Hf3 g6 7. g3 Fg7 8. Fg2 O-O 9. O-O Ha6 10. h3 Hc7 11. e4 Hd7 12. Be1 He8 13. Fg5 Ff6 14. Fe3 Bb8 15. a4 a6 16. Ff1 Ve7 17. Hd2 Hc7 18. f4 b5 19. e5 dxe5 20. Hde4 Vd8 21. Hxf6+ Hxf6 22. d6 He6 23. fxe5 b4 24. Hd5 Hxd5 25. Vxd5 Fb7 26. Vd2 Vd7 27. Kh2 b3 28. Bac1 Vxa4 29. Fc4 Fc8 30. Bf1 Bb4 31. Fxe6 Fxe6 32. Fh6 Be8 33. Vg5 Be4 34. Bf2 f5 35. Vf6 Vd7 36. Bxc5 Bc4 37. Bxc4 Fxc4 38. Bd2 Fe6 39. Bd1 Va7 40. Bd2 Vd7 41. Bd1 Va7 42. Bd4 Vd7 43. g4 a5 44. Kg3 Bb8 45. Kh4 Vf7 46. Kg5 fxg4 47. hxg4 Fd7 48. Bc4 a4 49. Bc7 a3 (diagram) 50. Bxd7 Vxd7 51. e6 Va7 52. Ve5 axb2 53. e7 Kf7 54. d7 1-0

Fischer–Korcsnoj, világbajnokjelöltek versenye, Curacao (1962) 0–1
|    | |    |    |    |    |    |    |
|    | \| \| \| \| \| \| \| \| \| \| \| \| \| \| \| \| \| \| \| \| \| \| \| \| \| \| \| \| \| \| \| \| \| \| \| \| \| \| \| \| \| \| \| \| \| \| \| \| \| \| \| \| \| \| \| \| \| \| \| \| \| \| \| \| \| \| \| \| \| \| \| \| |    |    |    |    |    |    |
|    | |    |    |    |    |    |    |
| a8 | b8 | c8 | d8 | e8 | f8 | g8 | h8 |
| a7 | b7 | c7 | d7 | e7 | f7 | g7 | h7 |
| a6 | b6 | c6 | d6 | e6 | f6 | g6 | h6 |
| a5 | b5 | c5 | d5 | e5 | f5 | g5 | h5 |
| a4 | b4 | c4 | d4 | e4 | f4 | g4 | h4 |
| a3 | b3 | c3 | d3 | e3 | f3 | g3 | h3 |
| a2 | b2 | c2 | d2 | e2 | f2 | g2 | h2 |
| a1 | b1 | c1 | d1 | e1 | f1 | g1 | h1 |

| a8 | b8 | c8 | d8 | e8 | f8 | g8 | h8 |
| a7 | b7 | c7 | d7 | e7 | f7 | g7 | h7 |
| a6 | b6 | c6 | d6 | e6 | f6 | g6 | h6 |
| a5 | b5 | c5 | d5 | e5 | f5 | g5 | h5 |
| a4 | b4 | c4 | d4 | e4 | f4 | g4 | h4 |
| a3 | b3 | c3 | d3 | e3 | f3 | g3 | h3 |
| a2 | b2 | c2 | d2 | e2 | f2 | g2 | h2 |
| a1 | b1 | c1 | d1 | e1 | f1 | g1 | h1 |

Pirc-védelem, osztrák támadás (ECO B09)
1. e4 d6 2. d4 Hf6 3. Hc3 g6 4. f4 Fg7 5. Hf3 O-O 6. Fe2 c5 7. dxc5 Va5 8. O-O Vxc5+ 9. Kh1 Hc6 10. Hd2 a5 11. Hb3 Vb6 12. a4 Hb4 13. g4 Fxg4 14. Fxg4 Hxg4 15. Vxg4 Hxc2 16. Hb5 Hxa1 17. Hxa1 Vc6 18. f5 Vc4 19. Vf3 Vxa4 20. Hc7 Vxa1 21. Hd5 Bae8 22. Fg5 Vxb2 23. Fxe7 Fe5 24. Bf2 Vc1+ 25. Bf1 Vh6 26. h3 gxf5 27. Fxf8 Bxf8 28. He7+ Kh8 29. Hxf5 Ve6 30. Bg1 a4 31. Bg4 Vb3 32. Vf1 a3 33. Bg3 (diagram) Vxg3 0-1